# Saint-Claude-de-Diray
Saint-Claude-de-Diray è un comune francese di 1 743 abitanti situato nel dipartimento del Loir-et-Cher nella regione del Centro-Valle della Loira.

## Società

### Evoluzione demografica
Abitanti censiti